# Корона (Нью-Мексико)
Корона (англ. Corona) — селище (англ. village) в США, в окрузі Лінкольн штату Нью-Мексико. Населення — 129 осіб (2020).

## Географія
Корона розташована за координатами 34°15′0″ пн. ш. 105°35′49″ зх. д. / 34.25000° пн. ш. 105.59694° зх. д. (34.249998, -105.597082).  За даними Бюро перепису населення США в 2010 році селище мало площу 2,69 км², уся площа — суходіл.

## Демографія
Згідно з переписом 2010 року, у селищі мешкали 172 особи в 83 домогосподарствах у складі 55 родин. Густота населення становила 64 особи/км².  Було 120 помешкань (45/км²).
Расовий склад населення:
| - 92,4 % — білих - 0,6 % — корінних американців - 2,3 % — осіб інших рас |

До двох чи більше рас належало 4,7 %. Частка іспаномовних становила 26,7 % від усіх жителів.
За віковим діапазоном населення розподілялося таким чином: 16,9 % — особи молодші 18 років, 59,3 % — особи у віці 18—64 років, 23,8 % — особи у віці 65 років та старші. Медіана віку мешканця становила 50,7 року. На 100 осіб жіночої статі у селищі припадало 107,2 чоловіків;  на 100 жінок у віці від 18 років та старших — 104,3 чоловіків також старших 18 років.
Середній дохід на одне домашнє господарство  становив 50 579 доларів США (медіана — 50 536), а середній дохід на одну сім'ю — 55 310 доларів (медіана — 52 000). За межею бідності перебувало 19,7 % осіб, у тому числі 0,0 % дітей у віці до 18 років та 27,0 % осіб у віці 65 років та старших.
Цивільне працевлаштоване населення становило 53 особи. Основні галузі зайнятості: освіта, охорона здоров'я та соціальна допомога — 47,2 %, будівництво — 26,4 %, транспорт — 13,2 %, роздрібна торгівля — 3,8 %.